# Santa Elena (Costa Rica)
Santa Elena è un distretto della Costa Rica facente parte del cantone di La Cruz, nella provincia di Guanacaste.